# 自由广场 (第戎)

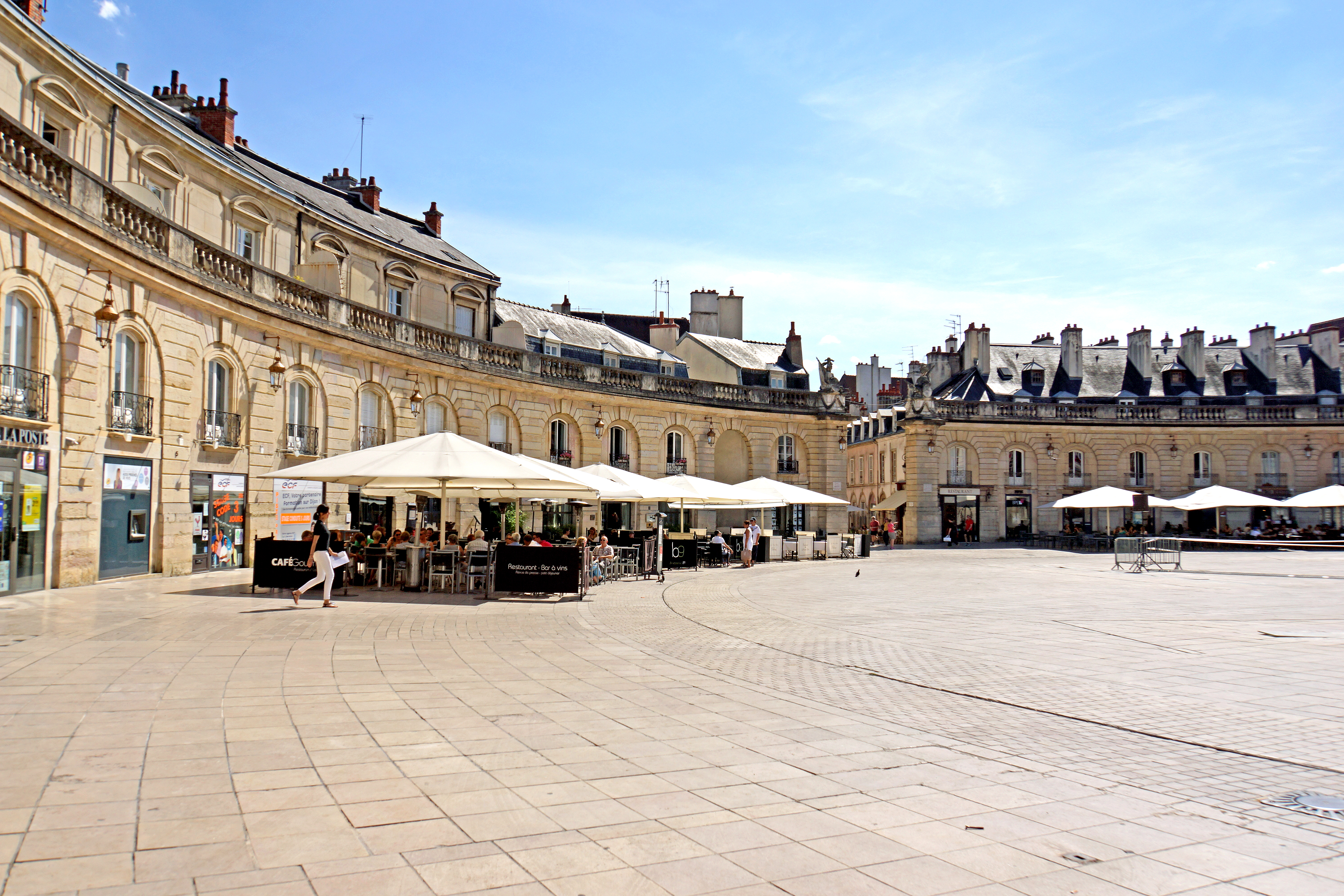

自由广场（Place de la Libération）是法国勃艮第大区首府第戎古城中心的一个广场，在勃艮第公爵宫前，呈半圆形。

## 历史
该广场开辟于1681-1686年。最初命名为皇家广场（Place royale），它被认为是提升了国王的权力，特别是路易十四的权力，在这个广场有他的骑马雕像，为匈牙利的斯蒂芬临终前的作品，创作于1686年到1690年。1725年4月15日揭幕。.
在法国大革命中，皇家广场改名为Place d'Armes，路易十四的骑马雕像也于1792年8月15日被毁，部分用于铸造大炮。。1804年更名为帝国广场（Place impériale）。1814年恢复皇家广场原名。
在第二次世界大战中，1940年5月，第戎被德国军队占领，并更名为贝当元帅更名为贝当元帅广场（Place du Maréchal Pétain）。1944年1月26日，一名男子进入广场4号的吉珥神父的住所，近距离枪击，而幸免于难。1944年5月27日贝当元帅在此发表演讲。
1944年更名为自由广场。1944年10月23日戴高乐在此发表演讲。1945年2月15日，等待受审的警官雅克 Marsac被群众使用私刑打死后，吊到一棵树上，尸体在公爵宫的栏杆前被肢解、刺穿，然后拖过城市的街道。